# Aleksei Kurbatov
Aleksei Iurievitx Kurbatov (en rus Алексей Юрьевич Курбатов) (Moscou, 9 de maig de 1994) és un ciclista rus, professional des del 2013. Va participar en la prova en ruta dels Jocs Olímpics de 2016.